# Champions de France de natation en bassin de 50 m du 50 m dos

## 50 mètres dos messieurs
| Championnat | Lieu                   | Athlète                           | Naissance    | Âge          | Club                                                           | Temps           |
| ----------- | ---------------------- | --------------------------------- | ------------ | ------------ | -------------------------------------------------------------- | --------------- |
| 1984 hiver  | Strasbourg             | Claude Jambet                     |              |              | Dauphins de Créteil                                            | 27 s 53 RF      |
| 1984 été    | Paris Georges Vallerey | Frédéric Delcourt                 | 1964         | 20           | Cercle des nageurs de Marseille                                | 27 s 63         |
| 1985 hiver  | Aix-en-Provence        | Frédéric Delcourt                 | 1964         | 20           | Cercle des nageurs de Marseille                                | 27 s 22 RF      |
| 1985 été    | Dunkerque              | Renaud Boucher                    | 1964         | 21           | Dauphins du TOEC                                               | 27 s 47         |
| 1986 hiver  | Rennes                 | Philippe Braize                   |              |              | Dauphins de Créteil                                            | 27 s 34         |
| 1986 été    | Millau                 | Renaud Boucher                    | 1964         | 22           | Dauphins du TOEC                                               | 27 s 19 RF      |
| 1987 hiver  | Mulhouse               | Philippe Braize                   |              |              | Dauphins de Créteil                                            | 27 s 24         |
| 1987 été    | Strasbourg             | Renaud Boucher                    | 1964         | 23           | Dauphins du TOEC                                               | 26 s 97 RF      |
| 1988 hiver  | Vittel                 | Renaud Boucher                    | 1964         | 24           | Dauphins du TOEC                                               | 26 s 89 RF      |
| 1988 été    | Dunkerque              | Renaud Boucher                    | 1964         | 24           | Dauphins du TOEC                                               | 26 s 83 RF      |
| 1989 hiver  | Forbach                | Philipe Braize                    |              |              | Dauphins de Créteil                                            | 27 s 05         |
| 1989 été    | Paris Georges Vallerey | Renaud Boucher                    | 1964         | 25           | Dauphins du TOEC                                               | 26 s 51 RF      |
| 1990 hiver  | La Rochelle            | Philipe Braize                    |              |              | Dauphins de Créteil                                            | 27 s 04         |
| 1990 été    | Narbonne               | Renaud Boucher                    | 1964         | 26           | Dauphins du TOEC                                               | 26 s 62         |
| 1991 hiver  | Saint-Étienne          | Franck Schott                     | 1970         | 21           | Racing Club de France                                          | 26 s 14 RF      |
| 1991 été    | Millau                 | Franck Schott                     | 1970         | 21           | Racing Club de France                                          | 27 s 01         |
| 1992 hiver  | Dunkerque              | Michaël Masanelli                 | 1971         | 21           | Dauphins du TOEC                                               | 26 s 87         |
| 1992 été    | Mennecy                | Michaël Masanelli                 | 1971         | 21           | Dauphins du TOEC                                               | 27 s 12         |
| 1993 hiver  | Mennecy                | Franck Schott                     | 1970         | 23           | Racing Club de France                                          | 26 s 10 RF      |
| 1993 été    | Paris Georges Vallerey | Eric Braize                       |              |              | Dauphins de Créteil                                            | 27 s 15         |
| 1994 hiver  | Lille                  | Franck Schott                     | 1970         | 24           | Racing Club de France                                          | 25 s 71 RF      |
| 1994 été    | Aix-les-Bains          | Franck Schott                     | 1970         | 24           | Racing Club de France                                          | 26 s 86         |
| 1995 hiver  | Mennecy                | Franck Schott                     | 1970         | 25           | Racing Club de France                                          | 26 s 30         |
| 1995 été    | Canet-en-Roussillon    | Pascal Colongue                   | 1969         | 26           | Dauphins du TOEC                                               | 27 s 44         |
| 1996 à 2001 | non disputés           | non disputés                      | non disputés | non disputés | non disputés                                                   | non disputés    |
| 2002        | Chalon-sur-Saône       | Pierre Roger                      | 1983         | 19           | Dauphins du TOEC                                               | 26 s 45         |
| 2003        | Saint-Étienne          | David Ortega (open) Pierre Roger  | 1979 1983    | 24 20        | Mulhouse Olympic Natation Dauphins du TOEC                     | 26 s 40 26 s 46 |
| 2004        | Dunkerque              | James Goddard (open) Simon Dufour | 1983 1979    | 21 25        | Royaume-Uni Montpellier Agglomération Natation Université Club | 26 s 52 26 s 67 |
| 2005        | Nancy                  | Mathieu Lacome                    | 1984         | 21           | Olympic Nice Natation                                          | 26 s 19         |
| 2006        | Tours                  | Simon Dufour                      | 1979         | 27           | Montpellier Agglomération Natation Université Club             | 25 s 91         |
| 2007        | Saint-Raphaël          | Camille Lacourt                   | 1985         | 22           | Canet 66 natation                                              | 25 s 46 RF      |
| 2008        | non disputé            | non disputé                       | non disputé  | non disputé  | non disputé                                                    | non disputé     |
| 2009        | Montpellier            | Camille Lacourt                   | 1985         | 24           | Cercle des nageurs de Marseille                                | 24 s 78 RF      |
| 2010        | Saint-Raphaël          | Camille Lacourt                   | 1985         | 25           | Cercle des nageurs de Marseille                                | 24 s 87         |
| 2011        | Strasbourg             | Camille Lacourt                   | 1985         | 26           | Cercle des nageurs de Marseille                                | 24 s 36         |
| 2012        | Dunkerque              | Camille Lacourt                   | 1985         | 27           | Cercle des nageurs de Marseille                                | 24 s 81         |
| 2013        | Rennes                 | Jérémy Stravius                   | 1988         | 25           | Amiens Métropole Natation                                      | 24 s 61         |
| 2014        | Chartres               | Camille Lacourt                   | 1985         | 29           | Cercle des nageurs de Marseille                                | 24 s 37         |